# Bereldange
Bereldange är en ort i Luxemburg.   Den ligger i distriktet Luxemburg, i den centrala delen av landet, 5 kilometer norr om huvudstaden Luxemburg. Bereldange ligger 231 meter över havet och antalet invånare är 3 627.
Terrängen runt Bereldange är platt söderut, men norrut är den kuperad. Bereldange ligger nere i en dal.  Runt Bereldange är det mycket tätbefolkat, med 1 135 invånare per kvadratkilometer.. Närmaste större samhälle är Luxemburg, 5,0 kilometer söder om Bereldange. 
I omgivningarna runt Bereldange växer i huvudsak blandskog.